# (6380) Gardel
(6380) Gardel ist ein Asteroid des Hauptgürtels, der am 10. Februar 1988 von den japanischen Astronomen Masaru Arai und Hiroshi Mori am Observatorium in Yorii (IAU-Code 875) auf der japanischen Hauptinsel Honshū entdeckt wurde.
Der Asteroid wurde am 23. September 2010 nach dem Tango-Sänger und -Komponisten Carlos Gardel (1890–1935) benannt, der als eine der wichtigsten Persönlichkeiten des Tangos in der ersten Hälfte des 20. Jahrhunderts gilt.